# Гилермо Стабиле
Гилѐрмо Ста̀биле (на испански: Guillermo Stábile) е аржентински футболист и треньор.

## Биография
Роден е в Буенос Айрес, Аржентина. Той е един от първите нападатели във футбола, играе в Аржентина, Франция, Италия. Неговият най-запомнящ се успех като състезател е първото световно футболно първенство през 1930 г., където става световен вицешампион и голмайстор на турнира с осем гола. По-късно постига големи успехи и като треньор – под негово ръководство държавният отбор на Аржентина печели Копа Америка шест пъти.